# نوكيا 6290

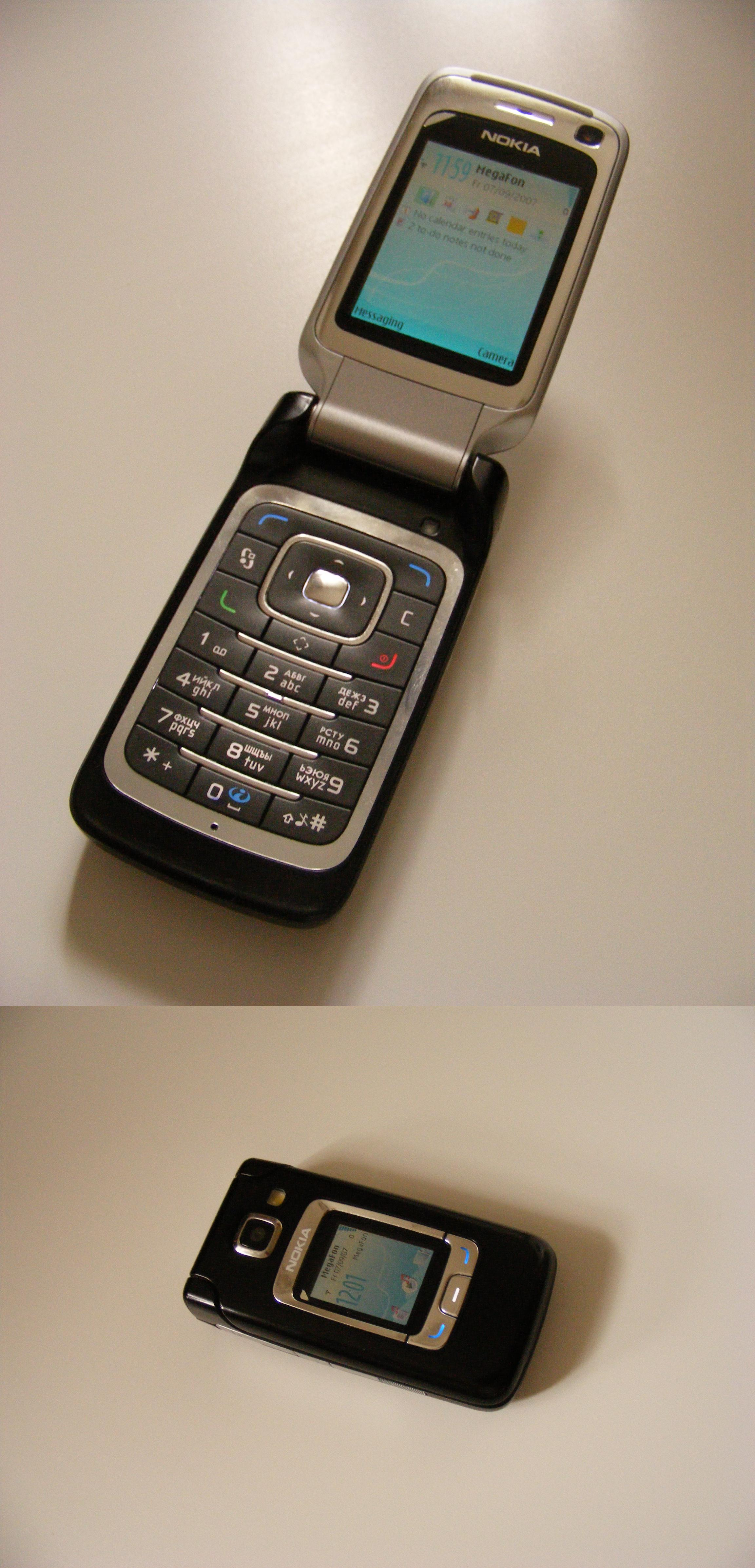
نوكيا 6290

نوكيا 6290 هو أحد أجهزة نوكيا، شركة الهواتف والتقنية النقالة. يأتي هذا الجهاز مع شاشة نوعها 240 * 320 24-بت (16,777,216) لون, 128 * 160 16-بت (262,144) لون (external). تم إصدار هذا الجهاز في 2006. تقنيته/تردده هي UMTS/GSM. جيل الجهاز هو BB5.0. عامل الشكل (التصميم) للجهاز هو «صدفة المحار». الجهاز يحتوي على كامير نوعها: 2.0 ميغابيكسل.